# Dmítrievskaia
Dmítrievskaia - Дмитриевская (rus) - és una stanitsa, un poble, del krai de Krasnodar, a Rússia. Es troba a la vora del riu Kalali, a 29 km al nord-est de Kropotkin i a 155 km al nord-est de Krasnodar, la capital.

## Història
El poble de Dmítrievskoie fou fundat el 1782 o 1801 pels colons camperols provinents de l'uiezd de Biriukh, de la gubèrnia de Vorónej. El 1833 va accedir a l'estatus d'stanitsa i va quedar adscrit al territori dels cosacs de la línia del Caucas.